# Čolek karpatský
Čolek karpatský (Lissotriton montandoni) je druh čolka z čeledi mlokovitých. Patří mezi karpatsko-sudetské endemity. Žije v Karpatech (Rumunsko, Ukrajina, Polsko, Slovensko - Malá a Velká Fatra) a v Česku například v Hrubém Jeseníku a v Hostýnských vrších.
Vyskytuje se zejména ve vyšších polohách v jehličnatých a bukových stanovištích. Obývá malé vodní plochy jako jsou louže, jezírka, tajchy a mokřady. Je ohrožován ztrátou biotopu. Na Slovensku má stupeň ohrožení - zranitelný.